# Trichocera garretti
Trichocera garretti är en tvåvingeart som beskrevs av Alexander 1927. Trichocera garretti ingår i släktet Trichocera och familjen vintermyggor. Inga underarter finns listade i Catalogue of Life.